# Skudsikkert glas
Skudsikkert glas eller ballistisk glas er et optisk transparent materiale, der kan modstod penetration af projektiler. Det er normalt fremstillet af en kombination af to eller flere typer glas; én hård og én blød. Det blødere lagt gør glasset mere elastisk så det kan flekse i stedet for at splintre. Brydningsindekset for alle typer glas, der bruges i skudsikre lag, skal være nærmest ens for at bibeholde glassets transparente egenskaber og gøre at ting ikke bliver forvrængede. Skudsikkert glas kan variere i tykkelse fra ca. 19 til 89 mm.
Skudsikkert glas bruges i vindueer på bygninger, der kræver høj sikkerhed som bl.a. juvelére, smykkeforretninger, ambassader og i køretøjer til militært eller privat brug.